# 鈴鹿連胤
鈴鹿 連胤（すずか つらたね、寛政7年10月29日（1795年12月10日） - 明治3年11月20日（1871年1月10日））は、江戸時代末期の神官、国学者である。幼名は幸松。号は誠斎、尚褧舎。諡号は成功（いさお）霊神。

## 経歴
京都吉田神社（京都市左京区）の社家に生まれる。父は鈴鹿隆芳、母は左京亮立入（藤原）経康の女。鈴鹿家は本姓中臣氏（中臣金連の男、吉子連の後裔と伝える）、代々神主吉田家の家老職を務める家であった。8歳で父隆芳を亡くすと、同族の鈴鹿通益を後見として母と祖母に養われた。
文化元年（1804年）、10歳で初めて神祇権少祐に任官して以来神祇官の役職を歴任し、同9年（1812年）からは筑前守を兼任、同13年（1816年）に吉田神社の権祝職に補任されてからは神職として同神社の維持経営に努め、公家の三条実万や柳原光愛、国学者では江戸の平田篤胤や狩谷棭斎、屋代弘賢、京の伴信友や六人部是香らと交友を持った。
天保7年（1836年）、42歳で家督を長男の長存に譲り、吉田家を致仕して以後、『神社覈録』の著述に専念するかたわら、勤王家として志士達を庇護することもあり、吉田松陰の『留魂録』にも「鈴鹿筑石二州」とその名が見える（筑州は連胤（筑前守）、石州は子の石見守長存のこと）。
また、天皇陵の荒廃を嘆いて戸田忠至、谷森善臣らと諮り、自費を以て大和や河内の皇陵踏査に従事した。更に、吉田神社の社殿再建や、春日祭や神嘗祭といった官祭の再興にも尽力した功績により、慶応2年（1866年）、鈴鹿家の者としては異例の従三位の位を賜った。
明治3年（1870年）30年にも及ぶ歳月をかけて大著『神社覈録』を脱稿し神祇官に上進するも、同年11月20日に薨じた（薨去の公表は翌4年1月5日）。享年77、墓所は左京区吉田神楽岡町にある。
幼少の頃より漢学を松岡仲了に、国学を山田以文に師事し、長じてからは香川景樹に和歌を学ぶなど勉学に励む。また蔵書家としても知られ、頼山陽は『日本外史』を編むに際して、しばしば参考資料を借覧したというが、数百巻にも及んだという蔵書は官命に従って献上、左院に蔵され、皇居の火災に類焼して灰燼に帰したという。代表的な著作は上記『神社覈録』。

## 著述
- 神社覈録
- 『豊後国図田帳（復刻版）』国文学研究資料館、1845年（原著1285年）。

## 官歴
- 文化元年（1804年）8月21日、従五位下に叙位、神祇権少祐に任官（10歳）。
- 文化8年（1811年）2月19日、従五位上に昇叙（神祇権少祐如元）（17歳）。
- 文化9年（1812年）（18歳）
  - 2月21日、筑前守兼任。
  - 6月5日、神祇権大祐に昇進（筑前守如元）。
- 文化13年（1816年）（22歳）
  - 1月30日、吉田神社権祝に補任。
  - 9月24日、正五位下に昇叙（神祇権大祐兼筑前守如元）。
- 文政元年（1818年）3月25日、卜部に改姓（24歳）。
- 文政7年（1824年）（30歳）
  - 6月6日、中臣に復姓（中国語版）。
  - 12月19日（1825年）、従四位下に昇叙（神祇権大祐兼筑前守如元）。
- 文政11年（1828年）10月3日、卜部に改姓（34歳）。
- 天保3年（1832年）5月24日、中臣に復姓（38歳）。
- 天保4年（1833年）6月26日、神祇権少副に昇進（兼筑前守如元）（39歳）。
- 天保7年（1836年）、鈴鹿家の家督を長男長存に譲り、吉田家を致仕（42歳）。
- 天保9年（1838年）3月21日、従四位上に昇叙（神祇権少副兼筑前守如元）（44歳）。
- 弘化2年（1845年）（51歳）
  - 10月11日、卜部に改姓。
  - 12月1日、中臣に復姓。
- 嘉永元年（1848年）（54歳）
  - 2月19日、卜部に改姓。
  - 12月5日、中臣に復姓。
- 安政元年（1854年）11月11日、正四位下に昇叙（神祇権少副兼筑前守如元）（60歳）。
- 安政2年（1855年）10月20日、吉田神社正祢宜に昇補（61歳）。
- 安政6年（1859年）3月4日、吉田神社権預に昇補（65歳）。
- 慶応2年（1866年）4月7日、従三位に昇叙（72歳）。
- 明治3年12月26日（1871年）、吉田神社権預職を辞任。

卜部への改姓が頻繁に行われているのは、神祇官において亀卜の任に担ったためである。

## 鈴鹿家
鈴鹿家の旧宅は、現在、重森三玲庭園美術館（重森三玲旧宅）として一部公開されている。主屋が享保年間、書院が寛政年間のものとされ、1943年に作庭師の重森三玲が譲り受けて自邸とし、2つの茶席を増築、庭も新たに造園した。現在、ツカキグループ社長、塚本喜左衛門が所有している。